# Andrew Cozzens
Andrew Harmon Cozzens (ur. 3 sierpnia 1968 w Stamford, Connecticut) – amerykański duchowny katolicki, biskup Crookston od 2021.

## Życiorys
Święcenia kapłańskie otrzymał w dniu 31 maja 1997 i inkardynowany został do archidiecezji Saint Paul i Minneapolis. Przez kilka lat pracował jako duszpasterz parafialny. W 2006 został wykładowcą i wychowawcą archidiecezjalnego seminarium.
11 października 2013 papież Franciszek mianował go biskupem pomocniczym Saint Paul i Minneapolis ze stolicą tytularną Bisica. Sakry udzielił mu 9 grudnia 2013 arcybiskup John Nienstedt.
18 października 2021 został mianowany biskupem ordynariuszem diecezji Crookston.